# Еліот Антонієтті
Еліот Антонієтті (італ. Eliot Antonietti; 27 січня 1993, Орб, Швейцарія) — швейцарський хокеїст, захисник, виступає за клуб «Ольтен» в Швейцарській лізі.

## Ігрова кар'єра
Еліот Антонієтті вихованець клубу Серветт-Женева в якому виступає з юнацького віку. Вже у п'ятнадцятирічному віці грає за команду ХК «Серветт-Женева» U17 у відповідному елітному дивізіоні чемпіонату Швейцарії. У 2009 році в шістнадцятирічному віці дебютує у другому складі команди U20. У вісімнадцять років дебютує в основному складі ХК «Серветт-Женева» у Національній лізі (провів сім матчів).
У сезоні 2011/12 років в основному складі проводить шістнадцять матчів та набирає одне очко (результативна передача). В сезоні 2012/13 років відіграв за клуб 39 матчів, набрав чотири штрафні хвилини, у плей-оф — сім матчів.
У грудні 2013 року став переможцем Кубка Шпенглера у складі ХК «Серветт-Женева».
Сезон 2013/14 став одним з найкращих. У регулярному сезоні відіграв 46 матчів, набрав вісім очок (3 + 5), у плей-оф дванадцять матчів та одна результативна передача.
Сезон 2016/17 Еліот провів у складі клубу «Ажуа».
9 жовтня 2019 року на правах оренди перейшов до команди «Рапперсвіль-Йона Лейкерс».
15 червня 2020 року Антонієтті підписав дворічну угоду з клубом «Лугано».
10 червня 2021 року Еліот уклав контракт з командою Швейцарської ліги «Ольтен».

## На рівні збірних
Постійно виступав за юнацькі та молодіжні збірні Швейцарії зокрема на чемпіонаті світу 2013 року, в його активі шість матчів та один гол.

## Досягнення та нагороди
- Володар Кубка Шпенглера в складі «Серветт-Женева» — 2013, 2014